# Minniza babylonica
Minniza babylonica är en spindeldjursart som beskrevs av Beier 1931. Minniza babylonica ingår i släktet Minniza och familjen Olpiidae.

## Underarter
Arten delas in i följande underarter:
- M. b. afghanica
- M. b. babylonica